# L'ammiraglio alla deriva
L'ammiraglio alla deriva (The Floating Admiral) è un romanzo giallo scritto collettivamente nel 1931 da quattordici membri del Detection club, tra cui Agatha Christie e Gilbert Keith Chesterton.

## Costruzione
Lo spunto dell'opera, spiega Dorothy Sayers nell'introduzione, nacque dal voler mettere alla prova i giallisti non solo come inventori di indagini intricate ma come solutori di crimini misteriosi. Ogni capitolo del libro fu scritto da un autore diverso; mentre ai primi tre era chiesto solo di portare avanti la storia, tutti i successivi dovevano congegnare una soluzione del mistero (non rivelata agli altri e consegnata in una busta chiusa, aperta solo alla fine) e far procedere la storia in tale direzione, inserendo indizi con quella in mente; ogni scrittore doveva quindi tenere conto di tutto quanto i predecessori avevano scritto e inventare una soluzione del caso, in un gioco che si faceva via via più complicato man mano che la mole dei dettagli aumentava. A Berkeley toccò chiudere l'opera unendo in un disegno coerente tutti i fili sparsi, mentre Chesterton, ad opera conclusa, ne scrisse il prologo. Le soluzioni escogitate dai vari autori sono offerte al lettore in appendice.

## Sinossi
In una barca abbandonata sul fiume Whyn viene ritrovato il corpo dell'ammiraglio Penistone. L'ammiraglio aveva cenato la sera prima, insieme alla nipote, presso la casa del vicario, ed era poi rientrato con la sua barca alla sua casa proprio dall'altro lato del piccolo fiume. Tuttavia la barca in cui viene ritrovato non è la sua, ma quella del vicario, e di fianco al cadavere c'è il cappello di questi; l'ammiraglio indossa un soprabito, che però non indossava la sera precedente; è stato ucciso con un coltello o uno stiletto, ma sul fondo della barca non c'è sangue; infine, il cavo di ormeggio della barca, invece di venire sciolto, è stato tagliato con un oggetto affilato. Perché poi abbandonare il cadavere in bella vista su una barca alla deriva, invece di nasconderlo o di lasciarlo in un luogo preciso dove si voleva che fosse ritrovato? Prende avvio da qui una complicata vicenda poliziesca, dove ogni dettaglio, apparentemente inspiegabile, si collega in una trama di crimini e misteri di incredibile complessità.

## Edizioni
- Agatha Christie, Dorothy L. Sayers, G. K. Chesterton e altri membri del Detection Club, La strana morte dell'ammiraglio, Giunti, 2012, ISBN 9788809775930.